# Man Hei Chan
Man Hei Chan (Macao, 1º settembre 1980) è un calciatore macaense, di ruolo centrocampista.